# Metanephrops binghami
Metanephrops binghami е вид ракообразно от семейство Омари (Nephropidae).

## Разпространение
Видът е разпространен в Ангуила, Антигуа и Барбуда, Аруба, Барбадос, Бахамски острови, Белиз, Венецуела (Авес), Гваделупа, Гватемала, Гвиана, Гренада, Доминика, Колумбия, Коста Рика (Кокос), Куба, Мартиника, Мексико (Веракрус, Кампече, Кинтана Ро, Коауила де Сарагоса, Нуево Леон, Сонора, Табаско, Тамаулипас, Чиуауа и Юкатан), Никарагуа, Панама, САЩ (Алабама, Луизиана, Мисисипи, Тексас и Флорида), Сейнт Винсент и Гренадини, Сейнт Лусия, Суринам, Тринидад и Тобаго, Френска Гвиана и Хондурас.